# Андерсторп (трасса)
Трасса Андерсторп (Скандинавская трасса) (англ. Scandinavian Raceway) — трасса в городе Андерсторп (лен Йёнчёпинг, Швеция).
Авторство проекта принадлежит предпринимателям Свену Осбергу, Бертилу Санеллу и раллисту Оке Бенгтссону. Строительство предполагало гоночный трек международного стандарта, взлётно-посадочную полосу для аэродрома и трибуны на три тысячи мест. Конфигурацию трассы разработал инженер Хольгер Эрикссон. Работы начались в 1967 г., а в 1968 уже состоялась первая гонка.
Вначале трек становился местом проведения нескольких международных автомобильных и мотоциклетных гонок. Немного позже, после переговоров с Международной автомобильной Федерацией и на фоне периода вершины карьер шведских пилотов Формулы-1 Ронни Петерсона и Гуннара Нильссона, был организован этап Формулы-1, который проводился с 1973 по 1978 годы. Также на трассе проходили другие мероприятия, в частности, концерт AC/DC, крупнейшая в стране авиационная выставка и соревнования по спортивному ориентированию. Время популярности трека пришлось на этот период и закончилось в связи с гибелью Ронни Петерсона на Гран-при Италии 1978 и смертью Гуннара Нильссона от рака в том же году. После этих событий стало труднее искать спонсоров. Трасса принимала чемпионат мира среди легковых автомобилей в 1980-х годах, однако в 2007 он вновь прошёл на этой трассе после её обширной реконструкции. Также здесь проходили шведские мотоциклетные Гран-при вплоть до 1990-х. С 1990-х здесь проходят популярные мероприятия автомобильных клубов. В 2010 были приглашены более тридцати бывших гонщиков Формулы-1 на мероприятие «Легенды гонок Скандинавской трассы», но оно провалилось и было отменено.
Трасса примечательна единственной победой болидов Формулы-1 нетрадиционных конструкций: шестиколёсного Tyrrell P34 (1976) и болида-вентилятора Brabham BT46B (1978).
Трасса располагается на ровной лесистой местности в окружении болот. Полотно обычно было грязным, а асфальт весьма сильно изнашивал резину. Трассу отличали некоторые весьма длинные и слегка наклонные повороты, которые создавали дополнительные сложности инженерам для настройки машин. Из-за этого часто борьба на гонках была довольно плотной. Задняя прямая проходила по взлётно-посадочной полосе. Также примечательно, что место боксов расположено не на стартовой прямой, а в другой части трассы. В 1975 году были улучшены боксы и подъезд к ним, а также добавлена S-образная связка в повороте Norra в конце задней прямой. В 1976 году эта связка была слегка изменена и сделана ещё более медленной. А в 1978 году поворот Norra был перестроен, а вместе с ним была слегка изменена и ориентация следующей за ним короткой прямой и поворот в конце неё, что увеличило трек на 13 метров.
Рекорд трассы на автомобиле поставлен голландцем Марийном ванн Калмтаутом в 2009 году на Benetton B197 (1997 года) — 1:21,525, а на мотоцикле — американцем Уэйном Рейни в 1990 году на 50cc Yamaha — 1:31,107.

## Победители Гран-при Формулы-1
| Сезон | # | Пилот        | Конструктор | Отчёт |
| ----- | - | ------------ | ----------- | ----- |
| 1973  | 1 | Денни Халм   | McLaren     | Отчёт |
| 1974  | 2 | Джоди Шектер | Tyrrell     | Отчёт |
| 1975  | 3 | Ники Лауда   | Ferrari     | Отчёт |
| 1976  | 4 | Джоди Шектер | Tyrrell     | Отчёт |
| 1977  | 5 | Жак Лаффит   | Ligier      | Отчёт |
| 1978  | 6 | Ники Лауда   | Brabham     | Отчёт |